# Paramignya mindanaensis
Paramignya mindanaensis är en vinruteväxtart som beskrevs av Merrill. Paramignya mindanaensis ingår i släktet Paramignya och familjen vinruteväxter. Inga underarter finns listade i Catalogue of Life.